# Blessing (Texas)
Blessing es un lugar designado por el censo ubicado en el condado de Matagorda en el estado estadounidense de Texas. En el Censo de 2010 tenía una población de 927 habitantes y una densidad poblacional de 175,54 personas por km².

## Geografía
Blessing se encuentra ubicado en las coordenadas 28°52′29″N 96°13′1″O / 28.87472, -96.21694. Según la Oficina del Censo de los Estados Unidos, Blessing tiene una superficie total de 5.28 km², de la cual 5.27 km² corresponden a tierra firme y (0.29%) 0.02 km² es agua.

## Demografía
Según el censo de 2010, había 927 personas residiendo en Blessing. La densidad de población era de 175,54 hab./km². De los 927 habitantes, Blessing estaba compuesto por el 78.32% blancos, el 2.8% eran afroamericanos, el 0.76% eran amerindios, el 0% eran asiáticos, el 0% eran isleños del Pacífico, el 16.5% eran de otras razas y el 1.62% pertenecían a dos o más razas. Del total de la población el 56.09% eran hispanos o latinos de cualquier raza.